# Библиография Чарльза Буковски

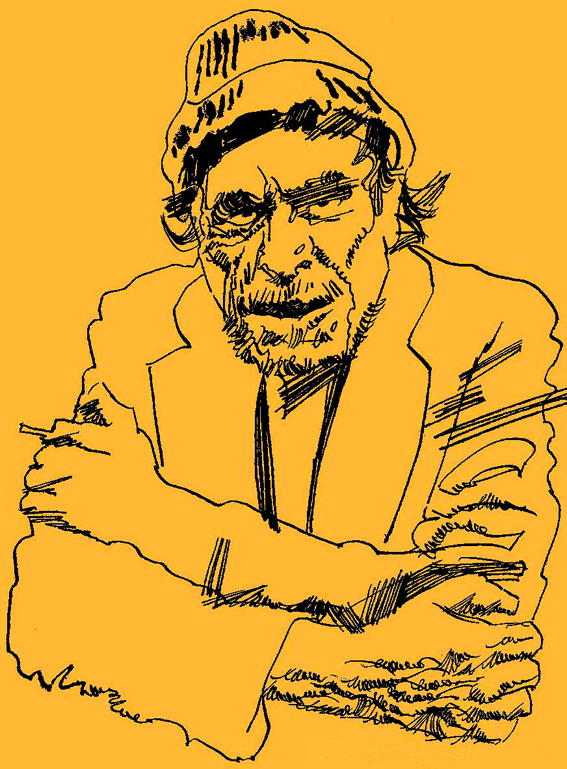
Чарльз Буковски

Чарльз Буковски (англ. Charles Bukowski; 16 августа 1920, Андернах, Германия — 9 марта 1994, Лос-Анджелес, США) — американский поэт, писатель, колумнист, эссеист и сценарист немецкого происхождения. Является автором шести романов, более чем тридцати сборников поэзии, шестнадцати сборников рассказов и одного сценария для фильма.
Как отмечает Дэвид Стивен Калонн (англ. David Stephen Calonne) — исследователь творчества Буковски и редактор нескольких его книг, на протяжении всей жизни главными объектами творчества писателя были классическая музыка, одиночество, алкоголизм, восхищавшие его авторы, сцены из собственного детства, писательство, вдохновение, безумие, женщины, секс, любовь и скачки. Сам писатель, в ходе интервью отвечая на вопрос о центральной теме своей прозы, говорил: «Жизнь — с маленькой „ж“». Литературные критики относят творчество Буковски к направлению «грязный реализм», — отличительными чертами которого являются максимальная экономия слов, минимализм в описаниях, большое количество диалогов, отсутствие рассуждений, диктуемый содержанием смысл и особо не примечательные герои. Сам Буковски декларировал следующее: «Я прост, я неглубок. Гений мой произрастает из интереса к шлюхам, рабочим людям, трамвайным кондукторам — к одиноким, прибитым жизнью людям. И мне бы хотелось, чтобы именно эти люди читали мою писанину.»
Приводимый в статье список основан на наиболее полной биографии писателя за авторством британского журналиста Говарда Соунса и библиографическом указателе сайта «Bukowski.net». В статью включены главные публикации на территории Соединенных Штатов Америки, а также все переведённые на русский язык книги писателя. Издательство Black Sparrow Press, владеющее правами на произведения автора, имеет в распоряжении большое количество неопубликованной прозы и поэзии Буковски — после смерти последнего, по состоянию на 2011 год, было выпущено уже более двух десятков книг.

## Романы
Цикл из пяти книг, написанных в период с 1971 по 1989 год, представляет собой автобиографические романы — написанные от лица литературного alter ego писателя, Генри Чинаски, они охватывают значительную часть жизни Буковски. Хронологически — с точки зрения биографии автора, книги покрывают детство и юность («Хлеб с ветчиной»), зрелые годы («Фактотум», «Почтамт»), а также период, когда к Буковски-поэту пришло признание («Женщины» и «Голливуд»). Последний роман, «Макулатура», выпущенный уже после смерти Буковски, является полностью вымышленным художественным произведением — сюжет книги строится вокруг частного детектива, получившего задание от Смерти выяснить, правда ли Луи-Фердинанд Селин разгуливает живой по Голливуду.
| Год издания | Название на русском языке | Оригинальное название | Год издания на русском |
| ----------- | ------------------------- | --------------------- | ---------------------- |
| 1971        | Почтамт                   | Post Office           | 1999                   |
| 1975        | Фактотум                  | Factotum              | 2000                   |
| 1978        | Женщины                   | Women                 | 2001                   |
| 1982        | Хлеб с ветчиной           | Ham on Rye            | 2000                   |
| 1989        | Голливуд                  | Hollywood             | 1994                   |
| 1994        | Макулатура                | Pulp                  | 1996                   |

## Сборники рассказов
Суммарно Ч. Буковски написал около двух сотен рассказов; первые публикации малой прозы в различных газетах и журналах датированы 1940-ми годами — однако вскоре автор отошел от данного жанра практически на двадцать лет. К рассказам Буковски вернулся только в 1960-х, когда принял предложение Джона Брайона вести колонку в газете «Open City»; на основе данных работ Буковски впоследствии было выпущено две книги — «Записки старого козла» (1969) и «More Notes of a Dirty Old Man» (2011). Главные особенности всех рассказов Буковски это юмор, высокая художественность и сюрреалистичность.
| Год издания | Название на русском языке       | Оригинальное название                                           | Год издания на русском |
| ----------- | ------------------------------- | --------------------------------------------------------------- | ---------------------- |
| 1969        | Записки старого козла           | Notes of a Dirty Old Man                                        | 2006                   |
| 1973        | Юг без признаков севера         | South of No North                                               | 1997                   |
| 1983        | Музыка горячей воды             | Hot Water Music                                                 | 2011                   |
| 1983        | Истории обыкновенного безумия   | Tales of Ordinary Madness                                       | 1997                   |
| 1983        | Самая красивая женщина в городе | The Most Beautiful Woman in Town                                | 2001                   |
|             | Как любят мертвые               |                                                                 | 2002                   |
| 2008        | Из блокнота в винных пятнах     | Portions from a Wine-stained Notebook: Short Stories and Essays | 2016                   |
| 2019        | О пьянстве                      | On Drinking                                                     | 2020                   |

## Сборники поэзии
В России Ч. Буковски наиболее известен как прозаик, а не как поэт — всего было выпущено три сборника стихов автора (против двенадцати книг в прозе). В отличие от западных стран — преимущественно Европы и США, поэзия Буковски русскоязычному читателю практически не знакома. Ряд журналистов связывают данный факт со спецификой слога автора, некоторыми другими упор делается исключительно на издательскую политику. Буковски-поэта один из авторов «Журнального зала» назвал «сетевым», подразумевая, что большинство переводов стихов доступны исключительно в сети интернет.
| Год издания | Название на русском языке | Оригинальное название                      | Год издания на русском |
| ----------- | ------------------------- | ------------------------------------------ | ---------------------- |
|             | Блюющая дама              |                                            | 2000                   |
|             | Путь в рай закрыт         |                                            | 2005                   |
| 2004        | Вспышка молнии за горой   | The Flash Of Lightning Behind The Mountain | 2008                   |
| 2015        | О кошках                  | On Cats                                    | 2017                   |
| 2016        | О любви                   | On Love                                    | 2020                   |

## Сборники писем
| Год издания | Название на русском языке | Оригинальное название | Год издания на русском |
| ----------- | ------------------------- | --------------------- | ---------------------- |
| 2015        | Письма о письме           | On Writing            | 2017                   |

## Произведения, не изданные на русском языке

### Сборники поэзии
| Год издания | Оригинальное название                                                                                               | Примечание |
| ----------- | --- | --- |
| 1960        | Flower, Fist and Bestial Wail                                                                                       | |
| 1962        | Longshot Pomes for Broke Players                                                                                    | |
| 1962        | Run with the Hunted                                                                                                 | |
| 1963        | It Catches My Heart in Its Hands                                                                                    | |
| 1965        | Crucifix in a Deathhand                                                                                             | |
| 1965        | Cold Dogs in the Courtyard                                                                                          | |
| 1966        | The Genius of the Crowd                                                                                             | |
| 1967        | 2 Poems | |
| 1967        | The Curtains are Waving and People Walk Through/The Afternoon/Here and in Berlin and in New York City and in Mexico | |
| 1968        | The Terror Street and Agony Way                                                                                     | |
| 1969        | The Days Run Away Like Wild Horses Over the Hills                                                                   | Первая крупная антология стихов, выпущенная Black Sparrow Press.                                                                   |
| 1969        | Penguin Modern Poets 13 — Charles Bukowski/Phillip Lamantia/Harold Norse                                            | Первое издание Буковски за пределами США; первая работа поэта с крупным издательством (Penguin Books).                             |
| 1970        | If We Take | Напечатана в качестве новогоднего подарка.                                                                                         |
| 1970        | Fire Station | |
| 1972        | Me and Your Sometimes Love Poems                                                                                    | Сборник стихов в соавторстве с любовницей и другом Буковски, поэтессой и скульптором Линдой Кинг.                                  |
| 1972        | Mockingbird Wish Me Luck                                                                                            | |
| 1974        | Burning in Water, Drowning in Flame: Poems 1955—1973                                                                | Антология, включившая стихи из книг «It Catches My Heart in Its Hands», «Crucifix in a Deathhand», а также некоторые новые работы. |
| 1976        | Tough Company | Напечатана в качестве новогоднего подарка.                                                                                         |
| 1976        | Scarlet | Выпущенная ограниченным тиражом книга, посвящённая одной из подруг писателя — Памеле Миллер Вуд (англ. Pamela Miller Wood).        |
| 1977        | Art | Напечатана в качестве новогоднего подарка.                                                                                         |
| 1977        | Love is a Dog From Hell: Poems 1974—1977                                                                            | |
| 1979        | A Love Poem | Напечатана в качестве новогоднего подарка.                                                                                         |
| 1979        | Play the Piano Drunk/Like a Percussion Instrument/Untill the Fingers Begin to Bleed a Bit                           | Сборник стихотворений, изначально появившихся в журнале «Sparrow».                                                                 |
| 1981        | Dangling in the Tournefortia                                                                                        | |
| 1982        | The Last Generation                                                                                                 | Напечатана в качестве новогоднего подарка.                                                                                         |
| 1983        | Sparks | |
| 1984        | War All the Time: Poems 1981—1984                                                                                   | |
| 1986        | You Get So Alone at Times That it Just Makes Sense                                                                  | Одна из крупнейших антологий поэзии Буковски, выпущенных незадолго до смерти последнего.                                           |
| 1988        | The Roominghouse Madrigals: Early Selected Poems 1946—1966                                                          | Сборник самых ранних стихотворений, составленный Джоном Мартином.                                                                  |
| 1991        | In the Shadow of the Rose                                                                                           | Выпущенная ограниченным тиражом книга, посвящённая другу писателя — актёру Шону Пенну.                                             |
| 1992        | Three by Bukowski                                                                                                   | |
| 1992        | The Last Night of the Earth Poems                                                                                   | Последняя крупная книга стихов Буковски, выпущенная прижизненно.                                                                   |
| 1993        | Those Marvelous Lunches                                                                                             | Напечатана в качестве новогоднего подарка.                                                                                         |
| 1995        | Heat Wave | Выпущенное ограниченным тиражом коллекционное издание, иллюстрированное художником Кеном Прайсом.                                  |
| 1997        | A New War | Напечатана в качестве новогоднего подарка.                                                                                         |
| 1997        | Bone Palace Ballet: The Poems                                                                                       | Крупная антология ранее не издававшегося материала, собранная Джоном Мартином.                                                     |
| 1999        | What Matters Most is How Well You Walk Through the Fire                                                             | Ранее не публиковавшиеся произведения 1970—1990-х годов                                                                            |
| 2000        | Open All Night | |
| 2001        | The Night Torn Mad With Footsteps                                                                                   | |
| 2002        | Sifting Through The Madness For The Word, The Line, The Way                                                         | |
| 2005        | Slouching Toward Nirvana                                                                                            | |
| 2006        | Come On In! | |
| 2007        | The People Look Like Flowers At Last                                                                                | |
| 2007        | The Pleasures of the Damned                                                                                         | Стихи, написанные в период с 1951 по 1993 гг.                                                                                      |
| 2009        | The Continual Condition: Poems                                                                                      | |

### Сборники рассказов
| Год издания | Оригинальное название                                                      | Примечание |
| ----------- | -------------------------------------------------------------------------- | --- |
| 1965        | Confessions of a Man Insane Enough to Live with Beasts                     | Выпущенная маленьким тиражом книга, более не издававшаяся. Некоторые включённые рассказы позднее появились в сборнике «Юг без признаков севера».                                              |
| 1966        | All the Assholes in the World and Mine                                     | То же, что и выше. |
| 1969        | A Bukowski Sampler                                                         | |
| 1972        | Erections, Ejaculations, Exhibitions and General Tales of Ordinary Madness | В 1983 году данный сборник был переиздан в виде двух раздельных книг: «Истории обыкновенного безумия» и «Самая красивая женщина в городе».                                                    |
| 1983        | Bring Me Your Love                                                         | Специальное издание Black Sparrow Press, состоящее из одного рассказа и иллюстрированное художником Робертом Крамбом.                                                                         |
| 1984        | There’s No Business                                                        | То же, что и выше. |
| 1995        | Confession of a Coward                                                     | Автобиографический рассказ, посвящённый свадьбе Буковски и Барбары Фрай (англ. Barbara Frye). Был напечатан в качестве новогоднего подарка друзьям Black Sparrow Press после смерти писателя. |
| 1995        | Shakespeare Never Did This                                                 | Описание двух поездок Буковски в Европу, датированных 1979 годом. |
| 1997        | The Captain is Out to Lunch and the Sailors Have Taken Over the Ship       | Дневник, который Буковски вёл последние годы своей жизни. |
| 2010        | Absence of the Hero                                                        | То же, что и выше. |
| 2011        | More Notes of a Dirty Old Man                                              | Сборник работ, которые Буковски писал для газеты «Open City» в период с 1969 по 1980-й год.                                                                                                   |

### Сборники прозы и поэзии
| Год издания | Оригинальное название                  | Примечание |
| ----------- | -------------------------------------- | --- |
| 1982        | Horsemeat                              | Выпущенная ограниченным тиражом книга, иллюстрированная серией фотографий Михаэля Монтфорта (англ. Michael Montfort), посвящённой Буковски на ипподроме.  |
| 1990        | Septuagenarian Stew: Stories and Poems | |
| 1996        | Betting on the Muse: Poems and Stories | Опубликованный после смерти писателя сборник, составленный Джоном Мартином. Бо́льшая часть включённых произведений центрированы на теме неминуемой смерти. |

### Сборники писем
| Год издания | Оригинальное название      | Примечание                                                                             |
| ----------- | -------------------------- | -------------------------------------------------------------------------------------- |
| 1983        | The Bukowski/Purdy Letters | Переписка между Буковски и канадским поэтом Элом Перди, датированные 1964—1974 годами. |
| 1993        | Screams from the Balcony   | Письма 1960—1970 годов.                                                                |
| 1995        | Living on Luck             | То же, что и выше.                                                                     |
| 1999        | Reach for the sun          | Письма 1978—1994 годов.                                                                |
| 2001        | Beerspit night and cursing | Переписка между Буковски и американским поэтом Шери Мартинелли, 1960—1967 гг.          |
| 2002        | Fly like a bat out of hell | Переписка между Буковски и бит-поэтом Гарольдом Норсом.                                |
| 2004        | Selected Letters Volume 1  | Письма 1958—1965 гг.                                                                   |
| 2004        | Selected Letters Volume 2  | Письма 1965—1970 гг.                                                                   |
| 2004        | Selected Letters Volume 3  | Письма 1971—1986 гг.                                                                   |
| 2004        | Selected Letters Volume 4  | Письма 1987—1994 гг.                                                                   |